# Rodnîkî, Bilohirsk
Rodnîkî (în ucraineană Родники) este un sat în comuna Zemleanîcine din raionul Bilohirsk, Republica Autonomă Crimeea, Ucraina.

## Demografie
Componența lingvistică a localității Rodnîkî
     Tătară crimeeană (70,73%)
     Ucraineană (17,07%)
     Rusă (12,2%)
Conform recensământului din 2001, majoritatea populației localității Rodnîkî era vorbitoare de tătară crimeeană (70,73%), existând în minoritate și vorbitori de ucraineană (17,07%) și rusă (12,2%).